# Gergei
Gergei (/ʤerˈʤɛi/, Xrexrei in sardo) è un comune italiano di 1 092 abitanti della città metropolitana di Cagliari.

## Storia
Area abitata già in epoca nuragica e romana, per la presenza nel territorio di un piccolo villaggio nuragico e di tombe romane, le prime testimonianze sul paese risalgono al Medioevo, indicandoci che esso apparteneva al Giudicato di Cagliari e faceva parte della curatoria di Siurgus, come testimonia anche il non lontano castello di Las Plassas, e che aveva un'economia locale stabile. A seguito della caduta del giudicato calaritano (1258), il paese entrò a far parte di quello di Arborea. Alla morte di Mariano II di Arborea nel 1297, Pisa ottenne, tramite eredità dal defunto giudice arborense, il terzo dell'ex-giudicato di Cagliari che dopo la spartizione del 1258 era passato agli Arborea, percui Gergei entrò a far parte delle terre gestite direttamente dalla Repubblica di Pisa. Dopo la conquista della Sardegna da parte degli Aragonesi, Gergei fu trasformato in un feudo, concesso alla famiglia Carroz.
La seconda metà del XIV secolo vede la riconquista del paese da parte dei sardi, ovvero del Giudicato di Arborea, ma nel 1404 esso viene definitivamente acquisito dalla Corona di Aragona. Fu successivamente unito al marchesato di Mandas, trasformatosi in ducato nel 1603 prima sotto i Maza e poi sotto i Tellez Giron di Alcantara, ai quali fu riscattato nel 1839 con la soppressione del sistema feudale.
Ai sensi della Legge Regionale n. 9 del 12 luglio 2001, che ha previsto l'istituzione delle nuove province sarde, il comune di Gergei, che era in provincia di Nuoro, avrebbe dovuto essere aggregato alla neonata provincia del Medio Campidano; con successiva Legge Regionale n. 10 del 13 ottobre 2003 si stabilì invece che passasse a quella di Cagliari, di cui fece parte fino alla successiva riforma del 2016.

### Simboli
Lo stemma, il gonfalone e la bandiera del comune di Gergei sono stati concessi con decreto del presidente della Repubblica del 9 gennaio 2004.
Il gonfalone è costituito da un drappo di bianco con la bordatura di azzurro, la bandiera è un drappo di bianco vestito di azzurro, con lo stemma comunale posto sul bianco.

## Società

### Evoluzione demografica
Abitanti censiti

### Lingue e dialetti
La variante del sardo parlata a Gergei è il campidanese occidentale.

## Economia
L'economia del paese si basa sull'agricoltura, con coltivazioni di carattere cerealicolo e soprattutto olivicolo, e sulla pastorizia.